# Freighthopping

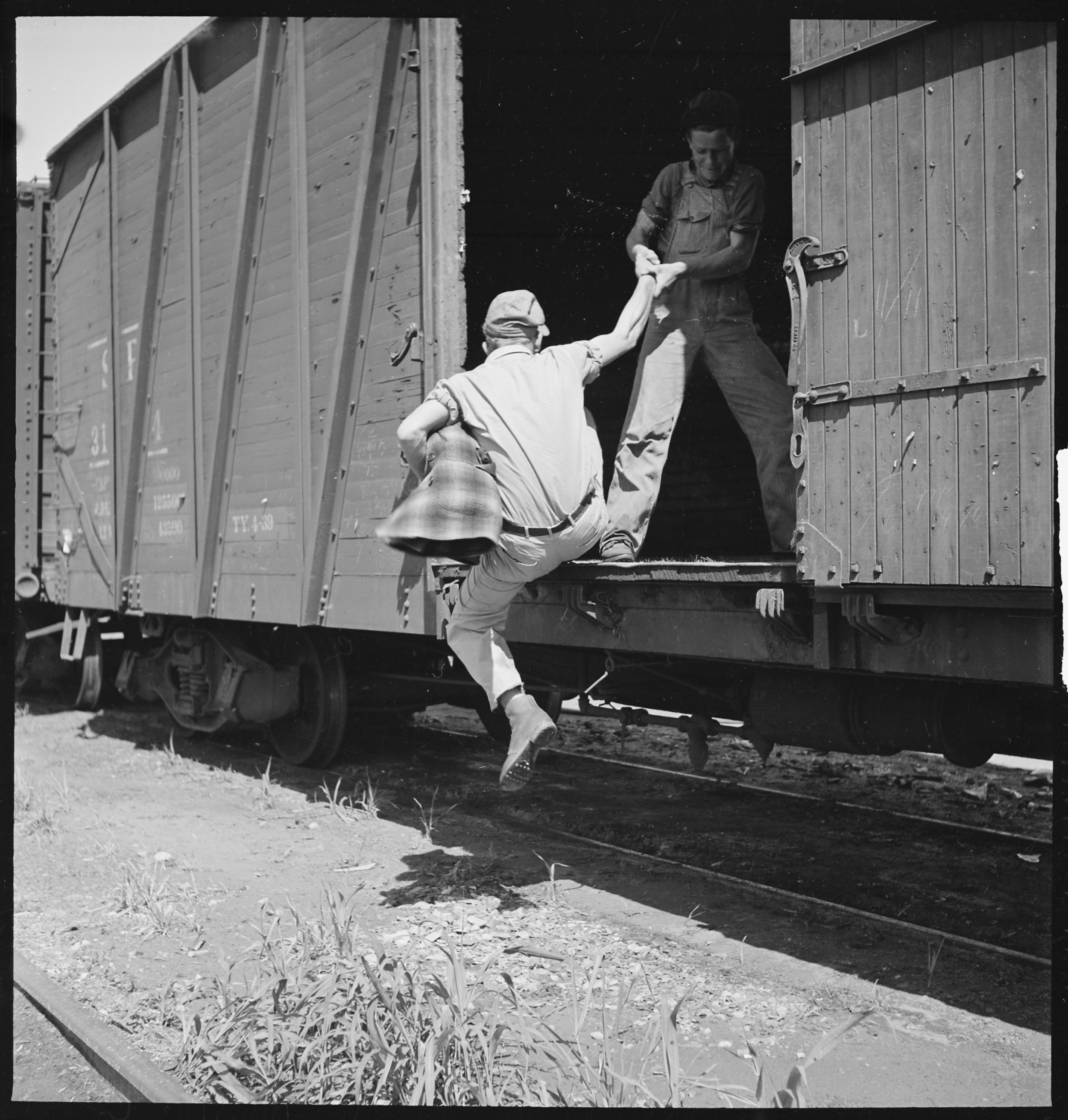
Freighthopping do wagonu towarowego koło Bakersfield w Kalifornii (1940)

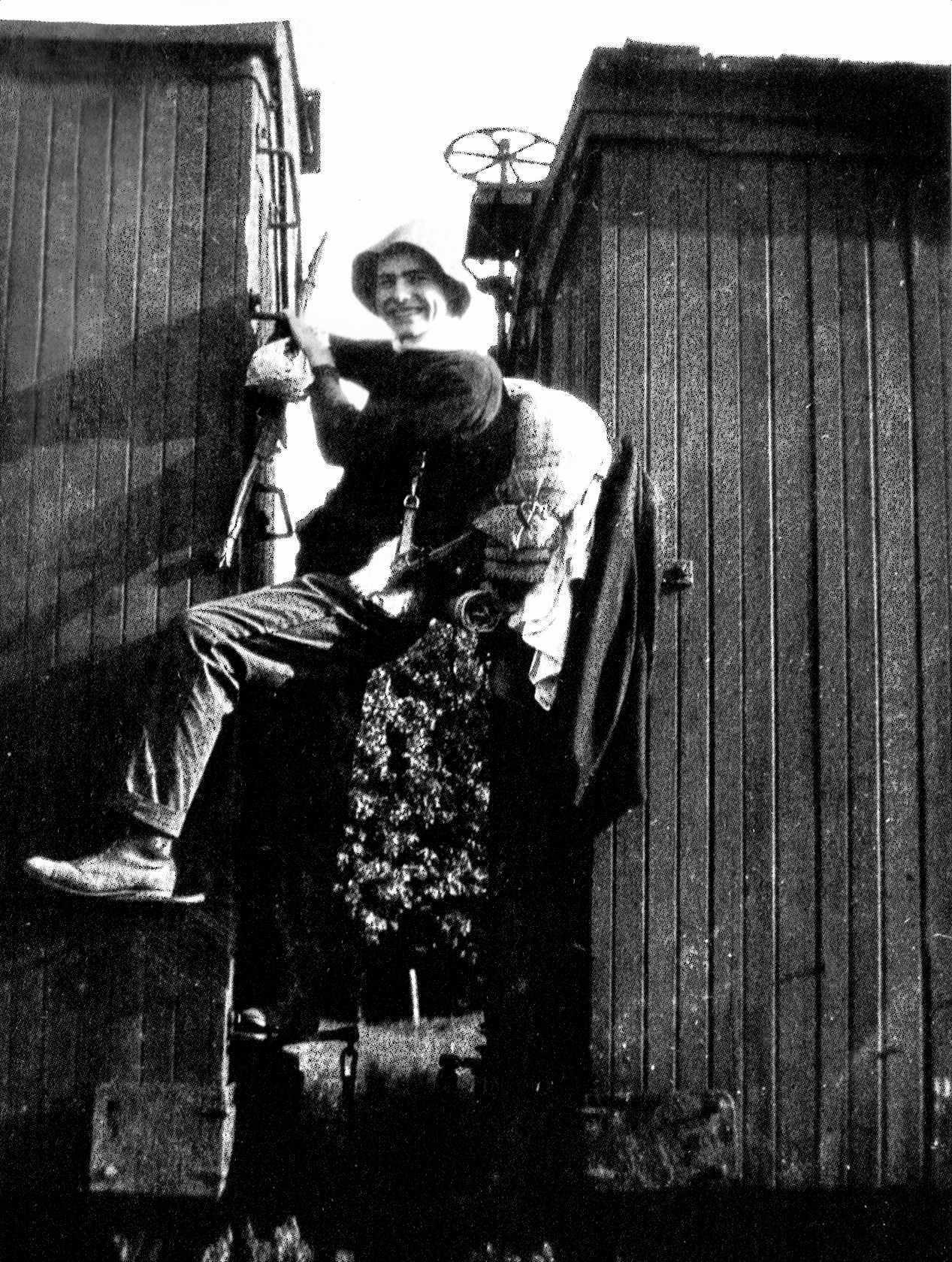
Ernest Hemingway uczepiony do wagonu towarowego jako pasażer na gapę (1916)

Freighthopping (także trainhopping) – wskoczenie do wagonu towarowego i jazda nim na gapę.

## Opis
W latach 30. XX wieku, w dobie wielkiego kryzysu w Stanach Zjednoczonych, wskakiwanie do wagonów było popularne wśród bezrobotnych, ale zostało zakazane. Obecnie nadal zajmują się tym bezdomni włóczędzy, nielegalni imigranci i osoby szukające mocnych wrażeń. Ze względu na ryzyko, aktywność ta zyskuje coraz większą popularność jako sport ekstremalny, między innymi w Europie i Ameryce. W biedniejszych regionach świata, takich jak Azja Południowo-Wschodnia i Afryka, nadal jest to powszechnie akceptowany sposób podróżowania ze względu na gęstość zaludnienia i ubóstwo.
Freighthopping jest szczególnie popularny na stacjach rozrządowych, gdzie przygotowywane są pociągi towarowe i odbywa się wymiana załóg. Gdy pociąg odjeżdża, „skoczek” biegnie obok wolno odjeżdżającego pociągu i wskakuje do odpowiedniego wagonu. Niebezpieczeństwo utraty zdrowia lub życia polega głównie na złej ocenie prędkości pociągu.

## Film
Freighthopping pojawia się w filmie Władca północy (1973), w reżyserii Roberta Aldricha.